# Lamnitzbach (Möll)
Der Lamnitzbach ist ein rechter Nebenfluss der Möll in Kärnten, Österreich.

## Verlauf
Der Lamnitzbach entspringt in einem kleinen Karsee im südöstlichsten Ausläufer des Tals. Er fließt nach Nordwesten, vorbei an den Jagdhütten Bilitzhütte und Lärchahütte. Bei der Schmelz vereinigt er sich mit dem Gipperbach, der bei der Zechneralm dem Gippersee entströmt und dann in gestuftem Talverlauf mit zwei Wasserfällen auf kaum zwei Kilometern 500 Höhenmeter verliert. Gut einen Kilometer vor dem Talausgang bildet auch der Lamnitzbach in der Steilstufe Zlapp (slow. Slap: „Wasserfall“) einen wuchtigen, 25 Meter hohen Absturz. In einer Höhe von 824 m mündet der Lamnitzbach südwestlich des Dorfes Lamnitz in die Möll. Mit seinem Schuttkegel drängt der Lamnitzbach die Möll an die linke, nordwestliche Talseite.

## Einzugsgebiet
Das 22 Quadratkilometer umfassende Einzugsgebiet des Lamnitzbaches liegt in der nördlichen Kreuzeckgruppe und zur Gänze im Gebiet der Gemeinde Rangersdorf. Die nach Nordwesten offene Bergumrahmung des Lamnitzgrabens gipfelt im Großen Griedelkopf (2659 m). Zusammen mit der Hohen Nase (2630 m) dominiert er die Wasserscheide zum nordöstlichen Nachbartal des Wöllabachs. Nach Süden, zum Drautal hin, folgt als dritthöchster Gipfel die Kreuzlhöhe (2624 m). Die beiden Hauptkare im Quellgebiet des Gipperbachs umgeben Roter Beil (2497 m), Taubichl (2476 m), Moritzhorn (2548 m) und Lorenzenkopf (2541 m). Letzterer beherrscht die Wasserscheide zum südwestlichen Nachbartal des Zleinitzbachs.  

## Nebenbäche
Das Einzugsgebiet des Lamnitzbachs hat eine Fläche von 22 Quadratkilometern. Die größten Nebenbäche sind:
| Name        | Mündungsseite | Mündungsort | Einzugsgebiet in km² |
| ----------- | ------------- | ----------- | -------------------- |
| Gipperbach  | links         | Schmelz     | 4,5                  |
| Driesenbach | rechts        |             |                      |
| Saubach     | rechts        |             |                      |
| Moscherbach | links         | Kohlplatz   | 2,5                  |

## Bergbau
Im Lamnitzgraben und im benachbarten Wöllatal fand schon im 16. Jahrhundert Bergbau auf Erze statt. 
Zuletzt wurde im Lamnitzgraben in der Mitte des 19. Jahrhunderts südöstlich der Bilitzhütte im Bereich zwischen Lamnitzbach und Schöngosssee Bergbau betrieben. Im Stollen St. Nicola wurden in rund 1750 Meter Seehöhe Chalkopyrit, Galenit, Pyrit, Pyrrhotin und Sphalerit gefunden. In dieser Zeit wurde auch versucht, unter der Hohen Nase Eisenerz abzubauen, das dann auf der Schmelz in etwa 1400 Meter Seehöhe verhüttet wurde.